# Barbacenia nana
Barbacenia nana är en enhjärtbladig växtart som beskrevs av Lyman Bradford Smith och Edward Solomon Ayensu. Barbacenia nana ingår i släktet Barbacenia och familjen Velloziaceae. Inga underarter finns listade.